# سيسيليو لوبيز
سيسيليو لوبيز (بالهولندية: Cecilio Lopes)‏ هو لاعب كرة قدم هولندي في مركز الهجوم، ولد في 18 مارس 1979 في روتردام في هولندا. شارك مع منتخب الرأس الأخضر لكرة القدم. أما مع النوادي، فقد لعب مع بي إي سي زفوله وسبارتا روتردام ونادي إكسلسيور ونادي دوردريخت ونادي فولندام ونادي هيرنفين.

## وصلات خارجية
- سيسيليو لوبيز على موقع الاتحاد الدولي (مؤرشف)  (الإنجليزية)
- سيسيليو لوبيز على موقع قاعدة بيانات كرة القدم.إي يو (الإنجليزية)
- سيسيليو لوبيز على موقع ناشيونال فوتبول تيمز (الإنجليزية)
- سيسيليو لوبيز على موقع Soccerway.com (الإنجليزية)